# Adolf Marschall von Bieberstein (Politiker, 1842)

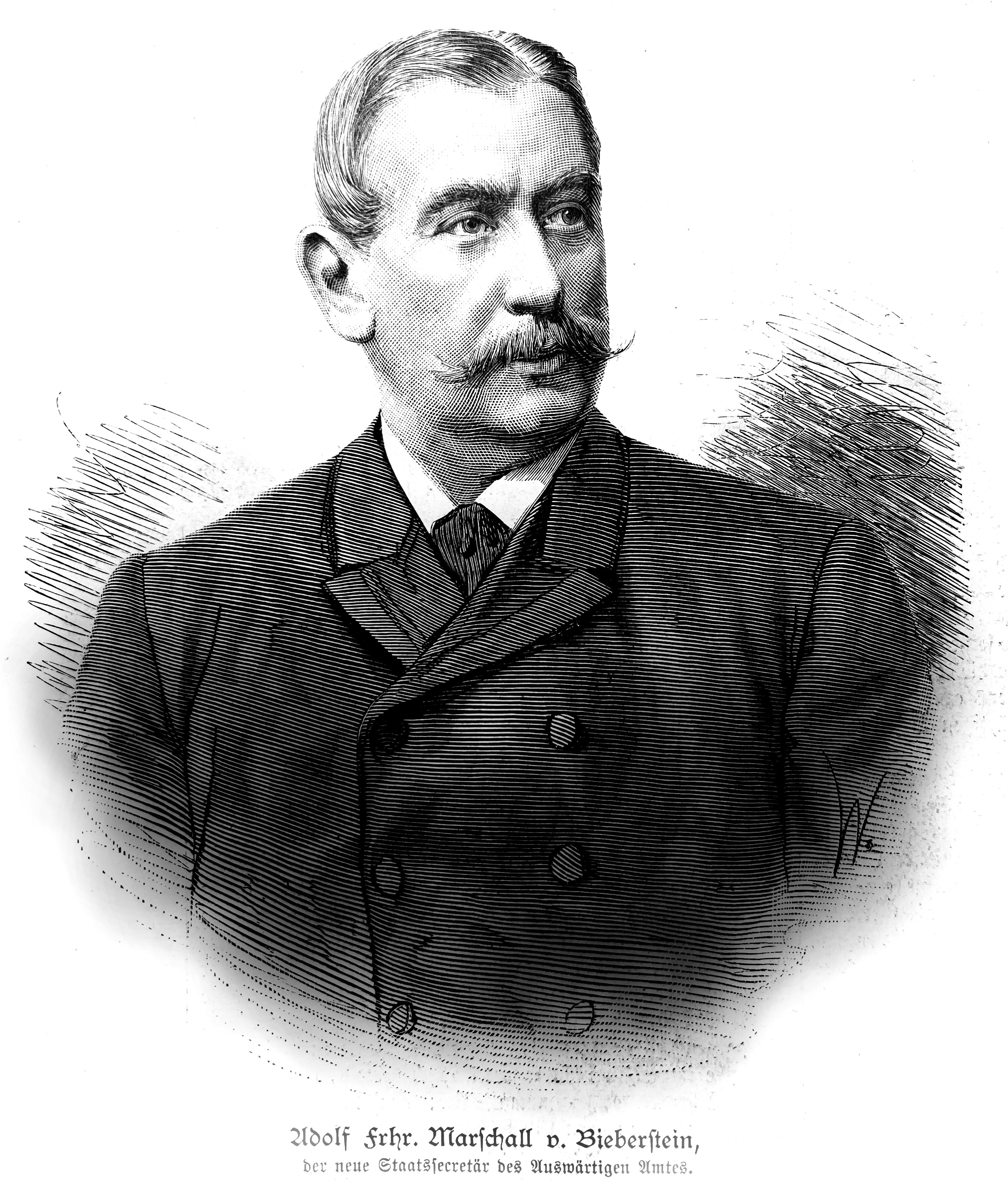
Adolf Freiherr Marschall von Bieberstein

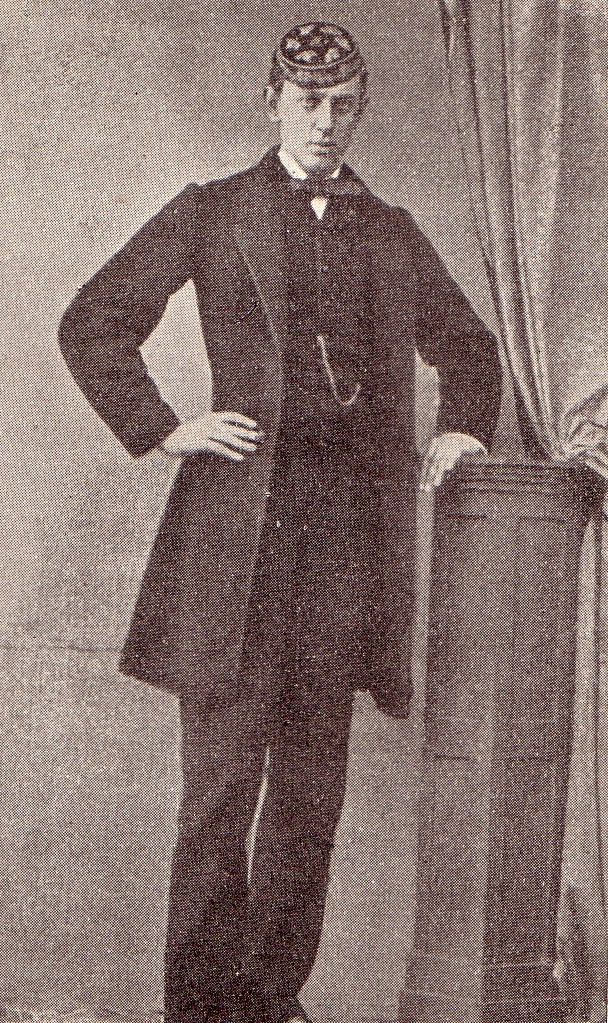
Marschall von Bieberstein als Heidelberger Schwabe, 1862

Adolf Hermann Freiherr Marschall von Bieberstein (* 12. Oktober 1842 in Karlsruhe; † 24. September 1912 in Badenweiler) war ein deutscher Politiker und Staatssekretär des Auswärtigen Amtes des Deutschen Kaiserreiches.

## Herkunft
Adolf Freiherr Marschall von Bieberstein entstammte dem ursprünglich meißnischen Adelsgeschlecht Marschall von Bieberstein. Seine Eltern waren der badische Jurist und spätere Oberhofrichter August Friedrich Freiherr Marschall von Bieberstein (1804–1888) und Ida geborene Freiin von Falkenstein (1810–1857). Sie begründeten den Zweig Neuershausen der badischen Linie Marschall von Bieberstein.
Adolfs Großvater Karl Wilhelm Marschall von Bieberstein war badischer Innenminister, ebenso sein Onkel Adolf Ludwig Marschall von Bieberstein. Sein gleichnamiger Vetter Adolf war von 1905 bis 1911 badischer Außenminister.

## Leben
Adolf Freiherr Marschall von Bieberstein studierte von 1861 bis 1865 Rechtswissenschaft an den Universitäten Freiburg sowie Heidelberg und war Mitglied des Corps Suevia. Nach dem Studium war er von 1865 bis 1867 Rechtspraktikant und von 1867 bis 1871 Referendar. 1871 erhielt er zunächst eine Stelle als Amtsrichter in Schwetzingen und wurde noch im gleichen Jahr Staatsanwalt in Mosbach. Er wurde 1879 Landgerichtsrat und ab 1882 Erster Staatsanwalt in Mannheim.
Seine Karriere als Politiker begann 1875, als er Abgeordneter der Ersten Badischen Kammer wurde. Dieses Mandat hatte er bis 1883. Von 1878 bis 1881 war er auch deutsch-konservativer Reichstagsabgeordneter für den Wahlkreis Baden 10 (Karlsruhe-Bruchsal). Er unterstützte zunächst Otto von Bismarck, nahm aber entgegen der allgemeinen politischen Entwicklung nach Bismarcks Wendung zu den Konservativen 1879 eine oppositionelle Haltung ein. Von 1883 bis 1890 war Marschall von Bieberstein Badischer Gesandter in Berlin und wirkte am Sturz Bismarcks mit.
Er stieg 1890 zum Staatssekretär (de facto Außenminister) im Auswärtigen Amt unter dem Bismarck-Nachfolger Leo von Caprivi auf und blieb auch noch einige Zeit unter dem neuen Reichskanzler Chlodwig zu Hohenlohe-Schillingsfürst (seit 1894) in dieser Position. Er unterstützte Caprivis ausgleichende Politik durch Handelsverträge und suchte den Ausgleich mit Großbritannien, welchen er mit der Abfassung der Krüger-Depesche in Gefahr brachte. Er geriet jedoch zunehmend in Auseinandersetzungen mit Kaiser Wilhelm II., der einen stärkeren persönlichen Einfluss auf die Außenpolitik anstrebte. Schließlich wurde im Juli 1897 Marschall von Bieberstein abberufen und als Botschafter nach Konstantinopel versetzt. Durch die wirtschaftliche Zusammenarbeit zwischen dem Deutschen und dem Osmanischen Reich wollte Bieberstein die Beziehungen zum Orient weiter ausbauen. Die Bagdadbahn spielte dabei eine zentrale Rolle. Dank der Bemühungen Marschall von Biebersteins erhielt ein überwiegend deutsches Konsortium die Konzession für den Bau der Bagdadbahn. Marschall von Bieberstein war 1907 Vertreter des Deutschen Reichs bei der zweiten Haager Landfriedenskonferenz. 1912 legte der amtierende Botschafter in London, Paul Wolff Graf Metternich (1853–1934), sein Amt nieder. Diesen Posten sollte nun von Bieberstein übernehmen. Am 18. Juni 1912 traf er in England ein und bereitete die Übernahme des Amts als Botschafter in London vor. Die dringende Aufgabe bestand darin, eine Wende in den angespannten deutsch-britischen Beziehungen herbeizuführen. Kurz nach seinem Amtsantritt starb er jedoch am 24. September 1912 im Alter von 69 Jahren. Die Aufgabe übernahm dann Karl Max von Lichnowsky (1860–1928).
1896 prägte er das heute geflügelte Wort „die Flucht in die Öffentlichkeit antreten“.

## Familie
Marschall von Bieberstein heiratete 1886 die 1862 geborene Marie Freiin von Gemmingen (Tochter von Wilhelm Pleikard Ludwig von Gemmingen), mit der er fünf Kinder hatte. Sein Sohn Wilhelm Pleickart (1890–1935) wurde Freikorps- und SA-Führer.
Nach dem Tod ihres Mannes widmete sich die Witwe kirchlichen Aufgaben, gründete 1916 den „Evangelischen Frauenverband für Innere Mission in Baden“ und war von 1916 bis 1934 die Vorsitzende des „Evangelischen Frauenverbandes“. Sie gründete 1918 die „Evangelisch-Soziale Frauenschule“ in Freiburg, die spätere Evangelische Hochschule Freiburg, und 1925 das erste Müttererholungsheim in Baden.